# El acto matrimonial: La belleza del amor sexual
El acto matrimonial: La belleza del amor sexual (en inglés: The Act of Marriage: The Beauty of Sexual Love) es un libro de sexualidad escrito por pastor Tim LaHaye y su esposa Beverly LaHaye, publicado en 1976, que explica el  satisfacción sexual para matrimonios cristianos.

## Resumen
El libro analiza el  satisfacción sexual en matrimonio cristiano. Se basa en varios libros de la Biblia, incluido el Cantar de los Cantares. Contiene secciones específicas para hombres y mujeres, consejos generales y preguntas y respuestas. Discute  control de la natalidad y conceptos de sexología.

## Recepción
En 2016, se vendieron 2,5 millones de copias del libro.